# Thonnance-les-Moulins
Thonnance-les-Moulins település Franciaországban, Haute-Marne megyében. Lakosainak száma 107 fő (2022. január 1.). Thonnance-les-Moulins Annonville, Échenay, Germay, Lezéville, Noncourt-sur-le-Rongeant, Sailly és Épizon községekkel határos.

## Népesség
A település népessége az elmúlt években az alábbi módon változott:
| Lakosok száma | 79   | 142  | 114  | 119  | 114  | 114  | 114  | 116  | 116  | 107  |
|               | 1968 | 1982 | 1990 | 2006 | 2013 | 2015 | 2017 | 2019 | 2020 | 2022 |